# 윤호중
윤호중(尹昊重, 1963년 3월 27일~)은 대한민국의 정치인이다. 제17·19·20·21·22대 국회의원이다.

## 생애
경기도 가평군에서 출생하여 가평초, 가평중을 나왔으며, 춘천고등학교를 거쳐 서울대학교 철학과를 졸업하였다. 서울대 재학 시절 인문대학보 지양의 편집장과 학원자율화추진위원회에서 활동하였으며, 서울대 민간인 감금 폭행 사건에 연루되어 투옥되기도 하였다. 경기도 구리시에서 17대 총선과 19대 총선, 20대 총선, 21대 총선에서 당선된 4선의 국회의원으로 더불어민주당 원내대표를 거쳐 비상대책위원장을 맡은 바 있다.
17대 국회에서는 국회 건설교통, 보건복지, 여성가족, 행정자치위원, 통일외교통상위원과 정치개혁특위 간사를 지냈고, 19대 국회에서는 기획재정위원회 간사와 서민주거복지특별위 간사 그리고 예산결산특별위원, 국제경기지원특위 위원으로 활동하였고, 20대 국회에서도 기획재정위원, 환경노동위원, 국토교통위원, 예산결산특별위원회 간사를 거쳐 21대 국회에서는 법제사법위원장과 운영위원장을 맡았으며, 국방위원, 외교통일위원으로 활동하였고, 22대 국회에 들어와서는 기획재정위원으로 활동하고 있다.
1988년 평화민주당 기획조정실 간사로 정당활동을 시작하여 김대중 대통령 비서실 국장을 지내고 당 부대변인도 맡았다. 국회에 진출한 후 당의 원내정책부대표, 대변인, 홍보기획위원장, 전략기획위원장, 민주정책연구원 부원장, 수석사무부총장을 거쳐 사무총장과 디지털소통본부장, 더불어성장본부장, 유능한경제정당위원회 기획위원장 등을 역임했다. 2010년 지방선거에서 당의 협상대표로 야5당연대를 성사시켰고, 2012년 대선에서도 문재인 후보와 안철수 후보의 후보단일화 협상에 참여했다. 2016년 8월 29일에는 추미애 대표에 의해 더불어민주당 정책위의장으로 임명됐으며, 2017년 대선에서는 문재인 대통령후보의 정책본부장으로 활동하고 집권후 국정자문위원회 기획분과위원장을 역임하고, 이해찬 대표 체제에서 당 사무총장으로서 21대 총선을 지휘, 180석의 승리를 이뤄냈다. 2021년 4월 176명 소속 국회의원중 104명의 지지로 원내대표에 피선되었는데, 이는 더불어민주당 원내대표 경선사상 최다득표이기도 하다. 2022년 대선 패배 직후 원내대표직에서 물러나 비상대책위원장으로서 제8회 전국동시지방선거를 지휘하였다. 그후 1기 이재명 대표체제(2022-24년)에서 당 통일외교안보자문회의 의장과 헌법개정특별위원회 위원장을 맡기도 했다. 2025년 21대 대통령선거에서는 이재명 후보의 경선선대위의 선대위원장에 이어 본선 당중앙선대위에서는 총괄선거대책본부장을 맡아 선거승리를 이끌어냈다.
의원외교활동으로는 한일의원연맹에 가입하여 활동하여 왔으며, 연맹의 사회문화위원장, 운영위원장, 간사장을 역임하고 현재 고문을 맡고 있다. 20대 국회에서는 한-아르메니아의원친선협회장, 21대 국회에서는 한-태국의원친선협회장을 역임하였으며, 22대 국회에서는 한-인도의원친선협회장으로 활동하고 있다.

## 학력
- 1974년 가평국민학교 졸업
- 1977년 가평중학교 졸업
- 1981년 춘천고등학교 졸업
- 1981~1989년 서울대학교 인문대학 철학 학사

## 경력
- 1983년: 서울대학교 인문대학보 「止揚」 편집장
- 1984년: 서울대학교 학원자율화추진위원장
- 1988년: 평화민주당 기획조정실 간사
- 평화민주통일연구회 정세분석부실장
- 1991년~1996년: 한광옥 국회의원 보좌관
- 1992년: 민주개혁정치모임 정책기획부실장
- 1994년~1995년: 민주당 경기도 지부 가평군·양평군 지구당위원장
- 1995년: 새정치국민회의 창당발기인
- 1996년~1999년: 새정치국민회의 부대변인
- 1997년: 제15대 대통령 선거 새정치국민회의 김대중 대통령 후보 선거대책위원회 메세지팀 대선기획단
- 1999년~2000년: 대통령비서실 민정·정책기획비서실 행정관
- 국민정치연구회 이사
- 청년개혁연대 운영위원
- 젊은 한국 운영위원
- 2000년~2003년: 새천년민주당 경기도 지부 구리시 지구당위원장
- 2001년~2002년: 새천년민주당 부대변인
- 2003년: 통일미래연구원 국제협력위원장
- 2003년: 코리아거버넌스포럼 이사장
- 2003년~2004년: 대통령직속 국가균형발전위원회 자문위원
- 2003년~2004년: 열린우리당 수도권대책특별위원회 부위원장
- 2004년: 종합에너지개발회사 AWI 수석부사장
- 2004년 4월 15일: 대한민국 제17대 국회의원 선거 당선(경기 구리시 열린우리당, 초선)
- 2004년: 중국 옌타이대학 명예교수
- 2006년: 세계화인연합총회 고문
- 2006년: 국회 개성포럼 책임연구위원
- 2006년: 열린우리당 기업도시특별위원회 위원장
- 2007년: 열린우리당 공동대변인
- 2007년: 열린우리당 장영달 원내대표 비서실장
- 2007년: 대통합민주신당 홍보위원장
- 2008년 7월~2009년 8월: 민주당 전략기획위원장
- 2008년 7월~2009년 8월: 민주정책연구원 부원장
- 2009년 8월~2010년 10월: 민주당 수석사무부총장
- 2012년 4월 11일: 대한민국 제19대 국회의원 선거 당선(경기 구리시, 민주통합당, 재선)
- 2012년 4월~2013년 5월: 민주통합당 사무총장
- 2012년 5월~2013년 5월: 민주통합당 경기도당 구리시 지역위원회 위원장
- 2008년 6월~2012년 5월: 지역발전민주연구소 이사장
- 2013년: 사랑의 장기기증운동본부 이사
- 2013년 5월~2014년 3월: 민주당 경기도당 구리시 지역위원회 위원장
- 2013년: 민주당 전략기획단 위원
- 2014년 3월~2015년 12월: 새정치민주연합 경기도당 구리시 지역위원회 위원장
- 2015년 3월~2015년 6월: 새정치민주연합 디지털소통본부장
- 국회 기획재정위원회 간사
- 더불어민주당 더불어성장본부장
- 2015년 12월~: 더불어민주당 경기도당 구리시 지역위원회 위원장
- 2016년 4월 13일: 대한민국 제20대 국회의원 선거 당선(경기 구리시, 더불어민주당, 3선)
- 2016년 8월~2017년 5월: 더불어민주당 정책위원회 의장
- 2017년 4월~2017년 5월: 제19대 대통령 선거 더불어민주당 문재인 대통령 후보 국민주권중앙선거대책위원회 정책본부장
- 2017년 5월~2017년 7월: 국정기획자문위원회 기획분과위원장
- 2018년 9월~2020년 8월: 더불어민주당 사무총장
- 2018년 9월~2020년 8월: 민주연구원 이사
- 2019년 11월~2020년 4월: 제21대 국회의원 선거 더불어민주당 총선기획단 단장
- 2020년 1월~2020년 4월: 제21대 국회의원 선거 더불어민주당 공천관리위원회 부위원장
- 2020년 2월: 더불어민주당 대한민국미래준비 선거대책위원회 선거대책본부 본부장
- 2016년 6월~2020년 5월: 한-아르메니아의원친선협회장
- 2020년 4월 15일: 대한민국 제21대 국회의원 선거 당선(경기 구리시, 더불어민주당, 4선)
- 2020년 5월~2020년 8월: 더불어민주당 조직강화특별위원회 위원장
- 2021년 4월~2022년 3월: 더불어민주당 원내대표
- 2021년 4월~2021년 5월: 더불어민주당 비상대책위원장
- 2022년 3월~2022년 6월: 더불어민주당 공동비상대책위원장
- 2022년 3월~2022년 6월: 민주연구원 공동이사장
- 2022년 5월~2022년 6월: 제8회 전국동시지방선거 더불어민주당 공동상임선거대책위원장
- 2022년 9월~2024년 9월: 더불어민주당 외교안보통일자문회의 의장
- 2022년 9월: 더불어민주당 검찰개혁특별위원회 위원장
- 2022년 9월: 더불어민주당 지방혁신균형발전특별단장
- 2023년 2월~2024년 5월: 더불어민주당 헌법개정특별위원회 위원장
- 2020년 6월~: 국회 국민총행복정책포럼 대표의원
- 2020년 6월~2024년 5월: 국회자살예방포럼 공동대표
- 2020년 6월~2024년 5월: 한-태국의원친선협회장
- 2024년 4월 10일: 대한민국 제22대 국회의원 선거 당선(경기 구리시, 더불어민주당, 5선)
- 2024년 6월~: 국회어린이안전포럼 대표
- 2025년 4월: 제21대 대통령 선거 더불어민주당 이재명 대통령 경선후보 경선선거대책위원장
- 2025년 4월~2025년 6월: 제21대 대통령 선거 더불어민주당 이재명 대통령 후보 중앙선거대책위원회 총괄선거대책본부장
- 2025년 7월 ~: 제5대 행정안전부 장관

## 의정 활동
- 2004년 5월 30일~2008년 5월 29일: 제17대 국회의원(경기 구리시, 열린우리당→대통합민주신당→통합민주당, 초선)
  - 2004년 6월~2006년 6월: 제17대 국회 전반기 건설교통위원회 위원
  - 2004년 6월~2006년 6월: 제17대 국회 보건복지위원회 위원
  - 2004년 6월~2006년 6월: 제17대 국회 여성위원회 위원
  - 2005년 6월~2006년 6월: 제17대 국회 전반기 중국고구려사왜곡대책특별위원회 위원
  - 2006년 7월~2008년 5월: 제17대 국회 후반기 예산결산특별위원회 위원
  - 2007년 4월~2007년 8월: 제17대 국회 후반기 국회운영위원회 위원
  - 2006년 7월~2008년 5월: 제17대 국회 후반기 행정자치위원회 위원
  - 2006년 7월~2008년 5월: 제17대 국회 후반기 정치관계법특별위원회 위원
  - 제17대 국회 선진교통문화정착을 위한 의원모임 간사
  - 제17대 국회 한·요르단 의원친선협회 부회장
- 2012년 5월 30일~2016년 5월 29일: 제19대 국회의원(경기 구리시, 민주통합당→민주당→새정치민주연합→더불어민주당, 재선)
  - 2012년 7월~2014년 5월: 제19대 국회 전반기 기획재정위원회 위원
  - 2013년 8월~2014년 5월: 제19대 국회 전반기 예산결산특별위원회 위원
  - 2014년 6월~2016년 5월: 제19대 국회 후반기 기획재정위원회 간사
- 2016년 5월 30일~2020년 5월 29일: 제20대 국회의원(경기 구리시, 더불어민주당, 3선)
  - 2016년 6월~2018년 5월: 제20대 국회 전반기 기획재정위원회 위원
  - 2018년 7월~2018년 9월: 제20대 국회 후반기 예산결산특별위원회 간사
  - 2018년 7월~2018년 10월: 제20대 국회 후반기 환경노동위원회 위원
  - 2018년 10월~2020년 5월: 제20대 국회 후반기 국토교통위원회 위원
- 2020년 5월 30일~2024년 5월 29일: 제21대 국회의원(경기 구리시, 더불어민주당, 4선)
  - 2020년 6월~2021년 7월: 제21대 국회 전반기 법제사법위원회 위원장
  - 2020년 7월~2024년 5월: 국가재조포럼 구성의원
  - 2021년 4월~2022년 3월: 제21대 국회 전반기 정보위원회 위원
  - 2021년 4월~2021년 7월: 제21대 국회 전반기 국회운영위원회 위원
  - 2021년 7월~2022년 4월: 제21대 국회 전반기 국회운영위원회 위원장
  - 2021년 8월~2022년 5월: 제21대 국회 전반기 국방위원회 위원
  - 2022년 7월~2024년 5월: 제21대 국회 후반기 외교통일위원회 위원
  - 2023년 10월~2023년 11월: 제21대 국회 헌법재판소장(이종석) 임명동의에 관한 인사청문 특별위원회 위원장
- 2024년 5월 30일~: 제22대 국회의원(경기 구리시, 더불어민주당, 5선)
  - 2024년 6월~2025년 8월: 제22대 국회 전반기 기획재정위원회 위원
  - 2025년 8월~: 제22대 국회 전반기 보건복지위원회 위원

## 범죄전력

### 서울대학교 외부인 감금 폭행 사건
1984년 10월 4일 서울특별시 경찰국은 윤호중을 지명수배했다고 발표했다.
1985년 6월 28일 폭력행위등처벌에관한법률위반 죄로 징역 10월이 선고되었다. 1987년 7월 10일 특별복권되었다.

### 음주운전
1995년 3월 음주운전을 하다 경찰에 적발되었다. 1995년 5월 서울서부지방법원은 윤호중에게 도로교통법위반 죄로 벌금 70만원 형을 선고하였다.

### 허위사실 공표
구리시는 2007년 하반기부터 개발제한구역인 구리시 토평동 일원 약 1,721,000㎡에 ‘구리월드디자인시티'를 조성하기 위한 사업계획을 추진하였고, 개발제한구역 해제를 위해 경기도의 심의를 거친 후 2013년 2월 21일 국토교통부에 도시·군관리계획변경 결정을 신청하였다. 개발제한구역 해제 여부에 대한 결정권자인 국토교통부장관이 개발제한구역 해제를 위한 관리계획변경을 결정하기 위해서는 중앙도시계획위원회의 심의를 거쳐야 하고, 중앙도시계획위원회는 2013년 12월 5일부터 2014년 12월 18일까지 총 6회에 걸쳐 위 관리계획변경안을 심의하면서 그때마다 ‘여러 조건을 보완 후 재심의'하는 내용의 의결을 하였다.
중앙도시계획위원회는 2015년 3월 19일 구리월드디자인시티 사업과 관련하여 ‘수정제시안 조건부 의결'을 하였다.
중앙도시계획위원회의 위 조건부 의결만으로는 구리월드디자인시티 사업에 관한 개발제한구역이 해제되지 아니하고, 조건부 의결에 부가된 조건 사항들이 이행된 다음 국토교통부장관의 개발제한구역 해제 고시가 있어야 비로소 개발제한구역의 해제가 이루어짐에도 불구하고, 윤호중은 2015년 3월 하순경부터 같은 해 4월 2일까지 구리시 수택1동 돌다리 사거리 등 구리시내 주요 도로 12곳에 “구리월드디자인시티 그린벨트 해제! 시민여러분의 승리입니다. 새정치민주연합 구리시지역위원회”라는 내용이 기재된 현수막을 게첩하였다.
이로써 윤호중은 당선될 목적으로 자신의 행위 등에 관하여 허위의 사실을 공표하였다.
2017년 4월 5일 의정부지방법원은 공직선거법위반 죄로 윤호중에게 벌금 800,000원을 선고하였다.

## 저서
- 한국경제 3.0시대로 가자 (2013)

## 가족
- 배우자: 차경희
- 자녀: 1남 1녀

## 역대 선거 결과
|  | 31.82% |

|  | 43.91% |

|  | 43.03% |

|  | 48.67% |

|  | 46.59% |

|  | 58.65% |

|  | 53.97% |

## 소속 정당
| 소속 정당 | 소속 정당      | 소속 기간 | 비고      |
| --------- | -------------- | --------- | --------- |
|           | 평화민주당     | 1988~1991 | 정계 입문 |
|           | 신민주연합당   | 1991      | 당명 변경 |
|           | 민주당         | 1991~1995 | 합당      |
|           | 무소속         | 1995      | 탈당      |
|           | 새정치국민회의 | 1995~2000 | 창당      |
|           | 새천년민주당   | 2000~2003 | 합당      |
|           | 무소속         | 2003      | 탈당      |
|           | 열린우리당     | 2003~2007 | 창당      |
|           | 대통합민주신당 | 2007~2008 | 합당      |
|           | 통합민주당     | 2008      | 합당      |
|           | 민주당         | 2008~2011 | 당명 변경 |
|           | 민주통합당     | 2011~2013 | 합당      |
|           | 민주당         | 2013~2014 | 당명 변경 |
|           | 새정치민주연합 | 2014~2015 | 합당      |
|           | 더불어민주당   | 2015~현재 | 당명 변경 |

## 같이 보기
- 구리시 (선거구)
- 구리시의 국회의원
- 대한민국의 행정안전부 장관